# Arquidiócesis de Yamena
La arquidiócesis de Yamena (en latín: Archidioecesis Ndiamenana y en francés: Archidiocèse de N'Djaména) es una circunscripción eclesiástica de la Iglesia católica en Chad. Se trata de una arquidiócesis latina, sede metropolitana de la provincia eclesiástica de Yamena. Desde el 20 de agosto de 2016 su arzobispo es Goetbé Edmond Djitangar.

## Territorio y organización
La arquidiócesis tiene 654 452 km² y extiende su jurisdicción sobre los fieles católicos de rito latino residentes en las 7 regiones de: Chari-Baguirmi, Hadjer-Lamis, Lac, Barh El Gazel, Kanem, Borkou y Tibesti.
La sede de la arquidiócesis se encuentra en la ciudad de Yamena, en donde se halla la Catedral de Nuestra Señora.
La arquidiócesis tiene como sufragánea a las diócesis de: Doba, Goré, Koumra, Laï, Moundou, Pala y Sarh.
En 2021 en la arquidiócesis existían 30 parroquias.

## Historia
La prefectura apostólica de Fort-Lamy fue erigida el 9 de enero de 1947 con la bula Quo evangelizationis del papa Pío XII, derivando el territorio de la prefectura apostólica de Berbérati (hoy diócesis de Berbérati) y de los vicariatos apostólicos de Foumban (hoy diócesis de Nkongsamba) y Jartum (hoy arquidiócesis de Jartum).
El 17 de mayo de 1951 cedió una parte de su territorio para la erección de la prefectura apostólica de Moundou (hoy diócesis de Moundou) mediante la bula Christianae fidei del papa Pío XII.
El 14 de septiembre de 1955, a raíz de la bula Dum tantis del papa Pío XII, la prefectura apostólica fue elevada a diócesis y tomó el nombre de diócesis de Fort-Lamy.
El 22 de diciembre de 1961 cedió otra porción de su territorio para la erección de la diócesis de Fort-Archambault (hoy diócesis de Sarh) mediante la bula Latissimas Ecclesias del papa Juan XXIII y al mismo tiempo fue elevada al rango de arquidiócesis metropolitana con la bula Regnum Dei.
El 15 de octubre de 1973 asumió su nombre actual.
El 1 de diciembre de 2001 cedió otra porción de su territorio para la erección de la prefectura apostólica de Mongo (hoy vicariato apostólico de Mongo) mediante la bula Universae Ecclesiae del papa Juan Pablo II.

## Estadísticas
Según el Anuario Pontificio 2022 la arquidiócesis tenía a fines de 2021 un total de 256 000 fieles bautizados.
| Año                                                                             | Población            | Población | Población      | Sacerdotes | Sacerdotes    | Sacerdotes    | Bautizados por sacerdote | Diáconos permanentes | Religiosos | Religiosos | Parroquias |
| Año                                                                             | Bautizados católicos | Total     | % de católicos | Total      | Clero secular | Clero regular | Bautizados por sacerdote | Diáconos permanentes | Varones    | Mujeres    | Parroquias |
| ------------------------------------------------------------------------------- | -------------------- | --------- | -------------- | ---------- | ------------- | ------------- | ------------------------ | -------------------- | ---------- | ---------- | ---------- |
| 1950                                                                            | 1800                 | 1 443 600 | 0.1            | 14         |               | 14            | 128                      |                      | 23         | 26         |            |
| 1970                                                                            | 19 801               | 1 600 000 | 1.2            | 27         | 5             | 22            | 733                      |                      | 35         | 47         | 12         |
| 1980                                                                            | 24 800               | 2 000     | 1.2            | 33         | 4             | 29            | 751                      | 1                    | 44         | 31         | 10         |
| 1990                                                                            | 34 500               | 2 422 000 | 1.4            | 35         | 4             | 31            | 985                      |                      | 41         | 46         | 14         |
| 1999                                                                            | 70 000               | 3 500 000 | 2.0            | 42         | 20            | 22            | 1666                     |                      | 29         | 58         | 23         |
| 2000                                                                            | 80 916               | 3 500 000 | 2.3            | 50         | 24            | 26            | 1618                     |                      | 33         | 64         | 23         |
| 2001                                                                            | 77 441               | 1 837 585 | 4.2            | 37         | 20            | 17            | 2093                     |                      | 22         | 59         | 23         |
| 2002                                                                            | 95 000               | 1 837 585 | 5.2            | 46         | 23            | 23            | 2065                     |                      | 32         | 70         | 27         |
| 2003                                                                            | 154 495              | 2 650 000 | 5.8            | 48         | 26            | 22            | 3218                     |                      | 29         | 66         | 23         |
| 2004                                                                            | 156 608              | 2 650 000 | 5.9            | 41         | 21            | 20            | 3819                     |                      | 32         | 70         | 18         |
| 2013                                                                            | 228 000              | 3 548 000 | 6.4            | 43         | 28            | 15            | 5302                     |                      | 25         | 74         | 25         |
| 2016                                                                            | 246 000              | 3 734 000 | 6.6            | 44         | 26            | 18            | 5590                     |                      | 26         | 49         | 26         |
| 2019                                                                            | 270 000              | 4 103 000 | 6.6            | 31         | 27            | 4             | 8709                     |                      | 12         | 49         | 27         |
| 2021                                                                            | 256 000              | 3 891 323 | 6.6            | 50         | 28            | 22            | 5120                     |                      | 40         | 73         | 30         |
| Fuente: Catholic-Hierarchy, que a su vez toma los datos del Anuario Pontificio. |                      |           |                |            |               |               |                          |                      |            |            |            |

## Episcopologio
- Joseph du Bouchet, S.I. † (25 de abril de 1947-1955 renunció)
- Paul-Pierre-Yves Dalmais, S.I. † (24 de diciembre de 1957-6 de marzo de 1980 renunció)
- Charles Louis Joseph Vandame, S.I. (23 de mayo de 1981-31 de julio de 2003 retirado)
- Matthias N'Gartéri Mayadi † (31 de julio de 2003-19 de noviembre de 2013 falleció)
  - Sede vacante (2013-2016)
- Goetbé Edmond Djitangar, desde el 20 de agosto de 2016